# Felix Reda
Felix Reda (Bonn, 30 de noviembre de 1986) es un político alemán, exmilitante del Partido Pirata de Alemania y miembro del Parlamento Europeo desde 2014 hasta 2019, donde ejerció como vicepresidente del Grupo de Los Verdes / Alianza Libre Europea. También es presidente de los Piratas Jóvenes de Europa.

## Carrera política
Reda se hizo miembro del Partido Socialdemócrata de Alemania a la edad de 16 años. Estudió política y ciencias de la publicidad a la Universidad de Maguncia Johannes Gutenberg. El 2009 Reda empezó su actividad en el Partido Pirata de Alemania  y de 2010 a 2012 presidió las juventudes. El 2013 cofundó los Piratas Jóvenes de Europa. El enero de 2014 fue escogido para encabezar la lista de los candidatos a las elecciones europeas para el Partido Pirata alemán, que posteriormente ganó un escaño.
En el Parlamento Europeo, Reda se unió al Grupo de Los Verdes / Alianza Libre Europea. Es miembro de la Comisión de Asuntos Jurídicos, así como miembro suplente de las comisiones de Mercado Interior y Protección del Consumidor y Peticiones. También está en el comité de dirección del intergrupo Agenda Digital, un foro de diputados interesados en temas digitales.
En marzo de 2019 renunció a su militancia en el Partido Pirata.

## Reforma de los derechos de autor
Reda afirmó que la reforma de los derechos de autor sería su objetivo durante la legislatura. En noviembre de 2014, fue nombrado redactor de la revisión de la Directiva sobre derechos de autor de 2001. Su borrador de informe recomendó una armonización europea de las excepciones de los derechos de autor, una reducción de la duración de los plazos, mayores excepciones por objetivos educativos y el fortalecimiento de la posición negociadora de los autores en relación con los editores, entre otras medidas.
Su propuesta generó varias opiniones: la coalición artística alemana Initiative Urheberrecht en general dio la bienvenida al proyecto, mientras que la sociedad de gestión colectiva francesa SACD afirmó que era «inaceptable»; el activista de los derechos de autor Cory Doctorow definió las propuestas de «increíblemente sensatas», mientras que la anterior eurodiputada pirata Amelia Andersdotter la criticó por ser demasiado conservadora.
El 2015, la propuesta de Reda fue aceptada por la Comisión de Asuntos Jurídicos, pero se introdujo una enmienda de cláusula no comercial que aboliría la libertad de panorama en Europa. Lo mismo Reda declaró que esto no era lo que había propuesto.  Finalmente, la enmienda fue rechazada posteriormente por el Parlamento Europeo.
En 2019, Reda fue una de las principales figuras de oposición a la directiva sobre los derechos de autor en el mercado único digital.